# Family Karma
Family Karma es un programa de telerrealidad estadounidense que se estrenó en Bravo el 8 de marzo de 2020.
El programa narra la vida de varias familias indio-estadounidenses durante tres generaciones que se mudaron al área de Miami, Florida, casi al mismo tiempo.

## Elenco

### Cronología de los miembros del elenco
| Miembro del elenco  | Temporadas | Temporadas | Temporadas |
| Miembro del elenco  | 1          | 2          | 3          |
| ------------------- | ---------- | ---------- | ---------- |
| Brian Benni         | Principal  | Principal  | Principal  |
| Bali Chainani       | Principal  | Principal  | Principal  |
| Amrit Kapai         | Principal  | Principal  | Principal  |
| Vishal Parvani      | Principal  | Principal  | Principal  |
| Shaan Patel         | Principal  | Principal  |            |
| Anisha Ramakrishna  | Principal  | Principal  | Principal  |
| Monica Vaswani      | Principal  | Principal  | Principal  |
| Rish Karam          |            | Principal  | Principal  |
| Dillon Patel        | Invitado   | Principal  |            |
| Nicholas Kouchoukos | Amigo      | Amigo      | Amigo      |
| Richa Sadana        | Amiga      | Amiga      | Amiga      |
| Nick Benni          | Invitado   | Amigo      |            |
| Monica Shah         |            | Amiga      |            |

## Episodios
| Temporada | Temporada | Episodios | Episodios | Emisión original       | Emisión original      |
| Temporada | Temporada | Episodios | Episodios | Primera emisión        | Última emisión        |
| --------- | --------- | --------- | --------- | ---------------------- | --------------------- |
|           | 1         | 8         | 8         | 8 de marzo de 2020     | 26 de abril de 2020   |
|           | 2         | 9         | 9         | 2 de junio de 2021     | 28 de julio de 2021   |
|           | 3         | 15        | 15        | 6 de noviembre de 2022 | 26 de febrero de 2023 |

### Temporada 1 (2020)
| N.º en serie | N.º en temp. | Título                      | Fecha de emisión original | Audiencia (millones) |
| ------------ | ------------ | --------------------------- | ------------------------- | -------------------- |
| 1            | 1            | «Family Secrets»            | 8 de marzo de 2020        | 0.74                 |
| 2            | 2            | «Family Fun in Flannel»     | 15 de marzo de 2020       | 0.63                 |
| 3            | 3            | «A Game of Telephone»       | 22 de marzo de 2020       | 0.64                 |
| 4            | 4            | «Sari, Not Sari»            | 29 de marzo de 2020       | 0.61                 |
| 5            | 5            | «Frienemies for Life»       | 5 de abril de 2020        | 0.66                 |
| 6            | 6            | «Karma's a Beach»           | 12 de abril de 2020       | 0.69                 |
| 7            | 7            | «I Kinda Don't Like You»    | 19 de abril de 2020       | 0.70                 |
| 8            | 8            | «An Engagement to Remember» | 26 de abril de 2020       | 0.71                 |

### Temporada 2 (2021)
| N.º en serie | N.º en temp. | Título                        | Fecha de emisión original | Audiencia (millones) |
| ------------ | ------------ | ----------------------------- | ------------------------- | -------------------- |
| 9            | 1            | «Welcome Back Karma»          | 2 de junio de 2021        | —                    |
| 10           | 2            | «Not So Happy Hour»           | 9 de junio de 2021        | —                    |
| 11           | 3            | «So You Think You Can Garba?» | 16 de junio de 2021       | 0.43                 |
| 12           | 4            | «Resting Witch Face»          | 23 de junio de 2021       | 0.42                 |
| 13           | 5            | «Family Blessings»            | 30 de junio de 2021       | 0.38                 |
| 14           | 6            | «Good Vibration»              | 7 de julio de 2021        | 0.46                 |
| 15           | 7            | «Lips Are Sealed»             | 14 de julio de 2021       | 0.41                 |
| 16           | 8            | «Checklist Please»            | 21 de julio de 2021       | 0.43                 |
| 17           | 9            | «One Last Proposal»           | 28 de julio de 2021       | 0.44                 |

### Temporada 3 (2022-23)
| N.º en serie | N.º en temp. | Título                      | Fecha de emisión original | Audiencia (millones) |
| ------------ | ------------ | --------------------------- | ------------------------- | -------------------- |
| 18           | 1            | «My Big Fat Indian Wedding» | 6 de noviembre de 2022    | 0.37                 |
| 19           | 2            | «Vish Gets Rich»            | 13 de noviembre de 2022   | 0.38                 |
| 20           | 3            | «The Blackout»              | 20 de noviembre de 2022   | 0.36                 |
| 21           | 4            | «Drag Me to Brunch»         | 27 de noviembre de 2022   | 0.38                 |
| 22           | 5            | «Rumor Has It»              | 4 de diciembre de 2022    | 0.49                 |
| 23           | 6            | «Bros Before Booze»         | 11 de diciembre de 2022   | 0.38                 |
| 24           | 7            | «The Dysfunctional Dinner»  | 18 de diciembre de 2022   | 0.47                 |
| 25           | 8            | «The Auntie Brunch»         | 1 de enero de 2023        | 0.39                 |
| 26           | 9            | «Cooked and Served»         | 8 de enero de 2023        | 0.37                 |
| 27           | 10           | «Project Karma»             | 15 de enero de 2023       | 0.40                 |
| 28           | 11           | «Analyze Vish»              | 22 de enero de 2023       | 0.38                 |
| 29           | 12           | «Holi Moly»                 | 29 de enero de 2023       | 0.34                 |
| 30           | 13           | «Groomzilla»                | 5 de febrero de 2023      | 0.28                 |
| 31           | 14           | «Wedding Woes»              | 19 de febrero de 2023     | 0.40                 |
| 32           | 15           | «Love Wins»                 | 26 de febrero de 2023     | 0.49                 |